# KBS灾害播送中心
KBS灾害播送中心（韓語：KBS 재난방송센터）是每周日早上7点20分在KBS第2频道播出的韩国广播公司的防灾资讯节目，时长约10分钟。

## 播出时间
| 播出频道   | 播出期间                    | 播出时间            | 时长   |
| ---------- | --------------------------- | ------------------- | ------ |
| KBS第2频道 | 2015年9月6日~2015年11月15日 | 每周日早上7:00~7:10 | 10分钟 |
| KBS第2频道 | 2017年3月26日~2017年5月28日 | 每周日早上7:00~7:10 | 10分钟 |
| KBS第2频道 | 2015年11月22日~2016年4月3日 | 每周日早上7:05~7:15 | 10分钟 |
| KBS第2频道 | 2017年8月27日               | 每周日早上7:05~7:15 | 10分钟 |
| KBS第2频道 | 2016年4月17日~2016年6月26日 | 每周日早上7:20~7:30 | 10分钟 |
| KBS第2频道 | 2016年7月17日~2017年3月19日 | 每周日早上7:20~7:30 | 10分钟 |
| KBS第2频道 | 2017年12月10日~12月24日     | 每周日早上7:20~7:30 | 10分钟 |
| KBS第2频道 | 2018年1月7日~今             | 每周日早上7:20~7:30 | 10分钟 |
| KBS第2频道 | 2016年7月3日~2016年7月10日  | 每周日早上7:15~7:25 | 10分钟 |
| KBS第2频道 | 2017年6月18日~7月23日       | 每周日早上7:15~7:25 | 10分钟 |
| KBS第2频道 | 2017年10月29日~12月3日      | 每周日早上7:15~7:25 | 10分钟 |
| KBS第2频道 | 2017年12月31日              | 每周日早上7:15~7:25 | 10分钟 |
| KBS第2频道 | 2017年6月4日~6月11日        | 每周日早上7:30~7:40 | 10分钟 |
| KBS第2频道 | 2017年7月30日~8月6日        | 每周日早上6:50~7:00 | 10分钟 |
| KBS第2频道 | 2017年10月8日~10月22日      | 每周日早上6:50~7:00 | 10分钟 |
| KBS第2频道 | 2017年8月13日~8月20日       | 每周日早上7:25~7:35 | 10分钟 |
| KBS第2频道 | 2017年9月3日~10月1日        | 每周日早上7:25~7:35 | 10分钟 |

## 构成
- 防灾问题
- 防灾简报
- 防灾Inside